# Северный (городской округ город Шахунья)
Северный — поселок в городском округе город Шахунья Нижегородской области.

## Общая физико-географическая характеристика
Географическое положение
По автомобильным дорогам расстояние до областного центра города Нижнего Новгорода составляет 290 км, до административного центра города Шахунья — 27 км.
Часовой пояс
Северный, как и вся Нижегородская область, находится в часовой зоне МСК (московское время). Смещение применяемого времени относительно UTC составляет +3:00.

## История
В 1965 г. Указом Президиума ВС РСФСР поселок Льнозавода переименован в Северный.
До 1 ноября 2011 года входил в состав ныне упразднённого Хмелевицкого сельсовета.

## Население
| 1999 | 2002 | 2010 |
| ---- | ---- | ---- |
| 110  | ↘94  | ↘52  |

Национальный состав
Согласно результатам переписи 2002 года, в национальной структуре населения русские составляли 95% из 94 человек.